# Base antarctique Zhongshan
Pour les articles homonymes, voir Zhongshan (homonymie).
Zhongshan (中山 ; pinyin : Zhōngshān) est une station de recherche scientifique chinoise située en Antarctique sur les collines Larsemann, dans la baie de Prydz, sur la côte (environ 10 m d'altitude) de la Terre de la Princesse-Elisabeth. Elle se trouve à proximité de la station russe Progress et la station australienne Davis.
Créée en 1989, elle fonctionne toute l'année avec un effectif de 35 personnes durant l'hivernage, 60 en période estivale.
Elle est utilisée pour la recherche marine, glaciologique, géologique et atmosphérique. Elle sert aussi de point de départ pour des expéditions sur le continent, comme sur la Base Kunlun (en)
En 2019 un aéroport est construit à 28 km de la base, afin de lui permettre d'être moins dépendante du ravitaillement par la mer.
- Code UN-LOCODE: AQ-ZGN
- Latitude : 69°22.27' Sud
- Longitude: 076°23.22' Est